# استان گرگول
استان گُرگول (به عربی: ولایة کورکول) یکی از استان‌های کشور موریتانی است. استان گرگول ۱۳٬۶۰۰ کیلومتر مربع مساحت و ۳۳۵٬۹۱۷ نفر جمعیت دارد.
نام این استان از نام رود گرگول گرفته شده است.